# Tôn giáo ở Eswatini

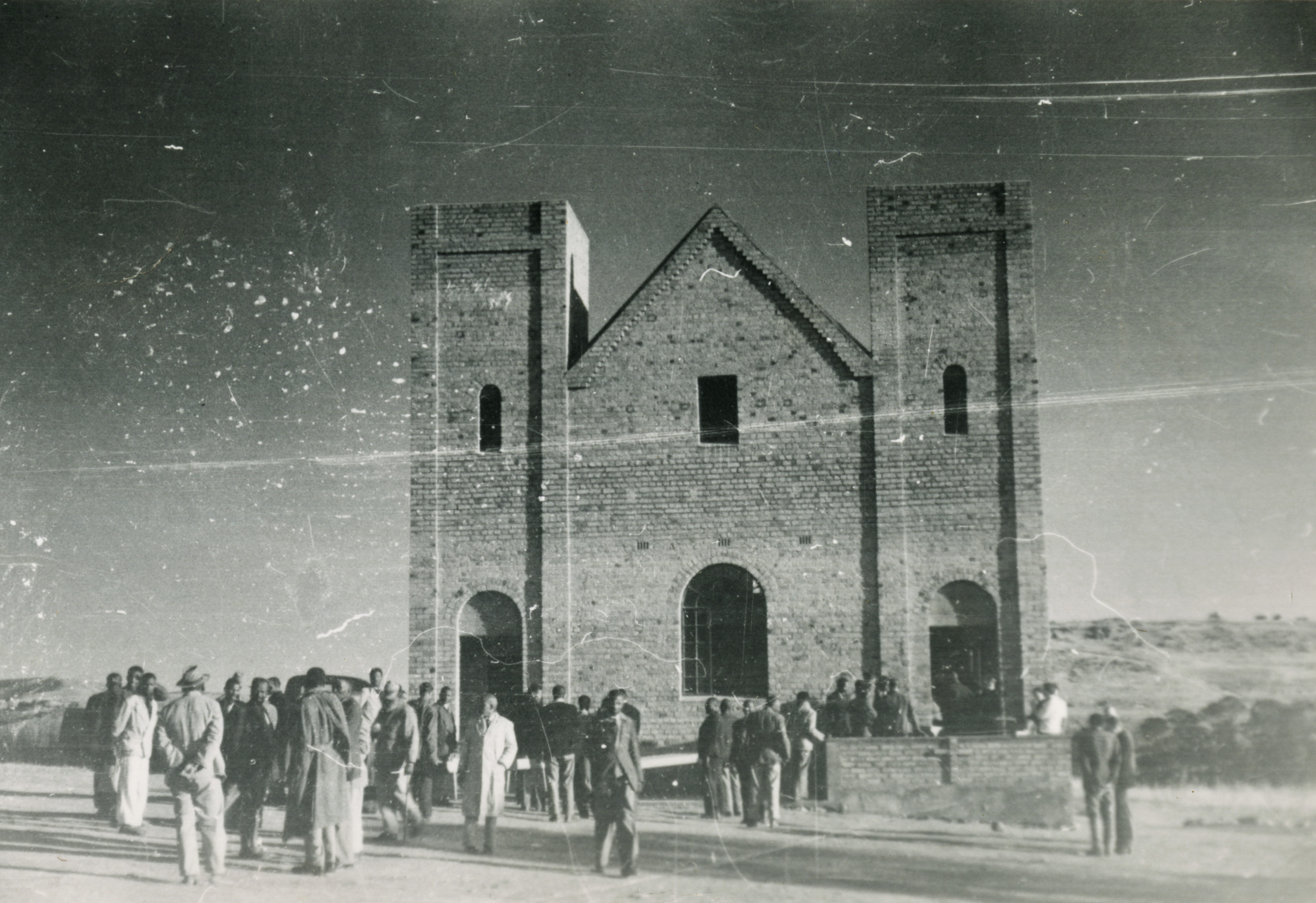
Nhà thờ ở Bethel, Eswatini năm 1930

Kitô giáo là tôn giáo thống trị ở Eswatini. Tỷ lệ thịnh hành tương đối thay đổi theo nguồn. Theo nghiên cứu của Pew, hơn 88% trong tổng số 1,2 triệu dân Eswatini biểu lộ Kitô giáo là đức tin của họ, hơn 0,2% người Vô thần. Theo báo cáo tự do tôn giáo của Bộ Ngoại giao Hoa Kỳ năm 2012, các nhà lãnh đạo tôn giáo địa phương ước tính rằng 90% dân số của Eswatini là Kitô giáo, 2% là người Hồi giáo, trong khi dưới 10% thuộc về các nhóm tôn giáo khác.

Vào ngày 18 tháng 7 năm 2012, Ellinah Wamukoya được bầu làm Giám mục Anh giáo Eswatini; vào ngày 17 tháng 11 năm 2012, bà trở thành người phụ nữ đầu tiên được thánh hiến làm giám mục ở Châu Phi. Hiến pháp Vương quốc, có hiệu lực vào ngày 8 tháng 2 năm 2006, quy định về tự do tôn giáo. Chính phủ tôn trọng tự do tôn giáo. Tính đến năm 2012, đã có báo cáo về sự phân biệt đối xử xã hội dựa trên sự liên kết tôn giáo, tín ngưỡng hoặc thi hành các nghi lễ.
| Tôn giáo ở Eswatini (2010) | Tôn giáo ở Eswatini (2010) | Tôn giáo ở Eswatini (2010) | Tôn giáo ở Eswatini (2010) | Tôn giáo ở Eswatini (2010) |
| -------------------------- | -------------------------- | -------------------------- | -------------------------- | -------------------------- |
| Tôn giáo                   | Tôn giáo                   |                            | Phần trăm                  | Phần trăm                  |
| Kitô giáo                  | Kitô giáo                  |                            | 88.1%                      | 88.1%                      |
| Vô thần                    | Vô thần                    |                            | 10.1%                      | 10.1%                      |
| Tín ngưỡng truyền thống    | Tín ngưỡng truyền thống    |                            | 1.0%                       | 1.0%                       |
| Khác                       | Khác                       |                            | 0.8%                       | 0.8%                       |